# Ischnea korythoglossa
Ischnea korythoglossa là một loài thực vật có hoa trong họ Cúc. Loài này được Mattf. mô tả khoa học đầu tiên.